# Хинави
Хинави — одна из двух основных племенных групп Омана и Берега Договора, вторая — гафири. Их соперничество, характеризующееся двумя значительными фракциями, имеющими разные интересы и организации, началось примерно 2000 лет назад; почти в то время, когда гафири прибыли в Оман. Хинави, по большей части, проживали на юго-востоке Омана, в то время как гафири преобладали в северо-западной части Омана. Несколько племенных групп составляют союз хинави, например, Дховахир, Бени Яс и Авамир, Бени хина и Харасуси. В XVIII веке между двумя фракциями произошли серьёзные конфликты. Эти конфликты закончились только после того, как многие подплемена объединились под одним лидером, принадлежавшим к одной из двух фракций. Хинави собрались под руководством Халафа бин Мубарака Альхиная из племени бани хина, а гафири собрались под руководством Мухаммеда бин Насира Альгафири из племени Бени гафир. Почти равная сила двух союзов привела к прекращению вражды. Соперничество сыграло решающую роль в формировании политической истории Омана: оманские племена исторически присоединились к альянсам либо гафири, либо хинави.

## Объединённые племена Хинави
Следующие племена были зарегистрированы как связанные с хинави племена в северном и центральном Омане:
- Аль-Авамир
- Аль-Харасуси
- Аль-Хиджарин
- Аль-Хирт
- Аль-Вахиба
- Бани Хина

## История
До распространения ислама в Омане существовало две отдельные группы: одна — Азд из юго-западной Аравии, с которыми совпадают вероучения Ибади Хинави, а другая — низариты (неджди) из центральной и северной Аравии, из которых сунниты гафири вероучения совпадают. Часть племени Азд мигрировала в Оман в 200 году нашей эры после катастрофы, вызванной разрушением плотины Мариб в Йемене. Малик бин Фахм Алазди был первым йеменским поселенцем в Омане. Сначала он поселился в Кальхате. Малик с вооруженными силами, насчитывавшими более 6000 человек и лошадей, сражался против Марзпана Сасанидской империи в Омане в битве при Салюте, которую в конечном итоге выиграл.
Выборы имама Омана в VIII веке были закреплены соглашением, в котором участвовали лидеры хинави и гафири. Частые конфликты между двумя группами вышли на первый план во время выборов имамата в 1719 году, на которых оспаривались один кандидат от хинави и один кандидат от гафири. Соперничество XVIII-го века закончилось, когда более мелкие племена, составлявшие гафири и хинави, создали почти равные по силе союзы, что привело к миру. Соперничество снова вспыхнуло в XIX веке, но также прекратилось после того, как два основных племени объединились под руководством имама Альхаруси в 1913 году против британского империализма, который начал развиваться в султанате Маскат. Конфликт между имаматом и султанатом закончился подписанием себского договора, результатом которого стала стабильность Омана и Маската в период 1920-1954 годов. Хотя распри все ещё сохраняются, в настоящее время их вспышки обычно ограничиваются футбольным соперничеством между командами конфедераций.